# Список Героев Советского Союза (Щабельский — Щурихин)
В настоящем списке представлены в алфавитном порядке все Герои Советского Союза, чьи фамилии начинаются с буквы «Щ» (всего 61 человек). Список содержит даты Указов Президиума Верховного Совета СССР о присвоении звания, информацию о роде войск, должности и воинском звании Героев на дату представления к присвоению звания Героя Советского Союза, годах их жизни.
Ударения в фамилиях Героев приведены по книге «Герои Советского Союза: Краткий биографический словарь / Пред. ред. коллегии И. Н. Шкадов. — М.: Воениздат, 1988. — Т. 2 /Любов — Ящук/. — 863 с. — 100 000 экз. — ISBN 5-203-00536-2.».
- Серым цветом  в таблице выделены Герои, представленные к званию посмертно.

| № п/п | Фамилия Имя Отчество                                         | Дата Указа | Род войск    | Должность | Звание                    | Годы жизни              | БС ГС НЛ                      |
| ----- | ------------------------------------------------------------ | ---------- | ------------ | --- | ------------------------- | ----------------------- | ----------------------------- |
| 1     | Щабе́льский Иван Петрович укр. Щабельський Іван Петрович      | 19.04.1945 | танкист      | старший стрелок-радист танка 186-й танковой бригады 10-го танкового корпуса 5-й гвардейской танковой армии 2-го Белорусского фронта                                                                                             | старшина                  | 09.04.1922 — 26.04.1987 | [ БС 1 ] [ ГС 1 ] [ НЛ 1 ]    |
| 2     | Ща́дин Василий Филиппович                                     | 26.10.1943 | пехота       | командир роты противотанковых ружей 702-го стрелкового полка 213-й стрелковой дивизии 7-й гвардейской армии 2-го Украинского фронта                                                                                             | лейтенант                 | 28.01.1912 — 05.11.1979 | [ БС 1 ] [ ГС 2 ] [ НЛ 2 ]    |
| 3     | Ща́пов Борис Дмитриевич                                       | 19.08.1944 | авиация      | старший лётчик 144-го гвардейского штурмового авиационного полка 9-й гвардейской штурмовой авиационной дивизии 1-го гвардейского штурмового авиационного корпуса 5-й воздушной армии 2-го Украинского фронта                    | гвардии младший лейтенант | 17.02.1921 — 30.05.1944 | [ БС 1 ] [ ГС 3 ] [ НЛ 3 ]    |
| 4     | Щеблако́в Александр Дмитриевич                                | 22.07.1944 | пехота       | стрелок гвардейского отдельного учебного стрелкового батальона 67-й гвардейской стрелковой дивизии 6-й гвардейской армии 1-го Прибалтийского фронта                                                                             | гвардии сержант           | 31.10.1925 — 02.07.2011 | [ БС 1 ] [ ГС 4 ] [ НЛ 4 ]    |
| 5     | Щегло́в Афанасий Фёдорович                                    | 13.02.1944 | пехота       | командир 63-й гвардейской стрелковой дивизии 30-го гвардейского стрелкового корпуса 42-й армии Ленинградского фронта | гвардии полковник         | 15.01.1912 — 28.01.1995 | [ БС 1 ] [ ГС 5 ] [ НЛ 5 ]    |
| 6     | Щегло́в Иван Михайлович                                       | 27.06.1945 | артиллерия   | командир огневого взвода 1251-го пушечного артиллерийского полка 39-й пушечной артиллерийской бригады 17-й артиллерийской дивизии прорыва 7-го артиллерийского корпуса прорыва РГК в составе 59-й армии 1-го Украинского фронта | старшина                  | 17.07.1918 — 28.08.1966 | [ БС 2 ] [ ГС 6 ] [ НЛ 6 ]    |
| 7     | Щегло́в Степан Степанович                                     | 15.05.1946 | авиация      | штурман эскадрильи 128-го бомбардировочного авиационного полка 241-й бомбардировочной авиационной дивизии 3-го бомбардировочного авиационного корпуса 16-й воздушной армии Группы советских оккупационных войск в Германии      | капитан                   | 22.07.1914 — 14.07.1976 | [ БС 3 ] [ ГС 7 ] [ НЛ 7 ]    |
| 8     | Щеголёв Владимир Георгиевич                                  | 18.08.1945 | авиация      | командир эскадрильи 162-го истребительного авиационного полка 309-й истребительной авиационной дивизии 4-й воздушной армии 2-го Белорусского фронта                                                                             | капитан                   | 12.06.1921 — 29.07.1944 | [ БС 3 ] [ ГС 8 ] [ НЛ 8 ]    |
| 9     | Щедри́н Григорий Иванович                                     | 05.11.1944 | морской флот | командир подводной лодки «С-56» отдельной бригады подводных лодок Северного флота | капитан 2-го ранга        | 01.12.1912 — 07.01.1995 | [ БС 3 ] [ ГС 9 ] [ НЛ 9 ]    |
| 10    | Щедро́в Пётр Григорьевич                                      | 22.02.1944 | пехота       | командир роты 182-го гвардейского стрелкового полка 62-й гвардейской стрелковой дивизии 37-й армии Степного фронта | гвардии старший лейтенант | 23.04.1912 — 15.09.1970 | [ БС 3 ] [ ГС 10 ] [ НЛ 10 ]  |
| 11    | Ще́котов Григорий Феоктистович                                | 22.02.1944 | пехота       | командир отделения 186-го гвардейского стрелкового полка 62-й гвардейской стрелковой дивизии 37-й армии Степного фронта | гвардии сержант           | 28.11.1924 — 13.02.1981 | [ БС 3 ] [ ГС 11 ] [ НЛ 11 ]  |
| 12    | Щелка́нов Сергей Андреевич                                    | 10.01.1944 | пехота       | старший адъютант батальона 1129-го стрелкового полка 337-й стрелковой дивизии 40-й армии Воронежского фронта | капитан                   | 15.09.1915 — 17.04.1944 | [ БС 3 ] [ ГС 12 ] [ НЛ 12 ]  |
| 13    | Щелкуно́в Василий Иванович                                    | 16.09.1941 | авиация      | заместитель командира 200-го дальнебомбардировочного авиационного полка 40-й дальнебомбардировочной авиационной дивизии Дальнебомбардировочной авиации                                                                          | майор                     | 11.01.1910 — 28.10.1974 | [ БС 3 ] [ ГС 13 ] [ НЛ 13 ]  |
| 14    | Щемелёв Николай Фёдорович                                    | 07.04.1940 | пехота       | командир роты 212-го стрелкового полка 49-й стрелковой дивизии 13-й армии Северо-Западного фронта | лейтенант                 | 20.07.1920 — 14.03.1994 | ——                            |
| 15    | Ще́ников Михаил Васильевич                                    | 27.06.1945 | пехота       | командир моторзованного батальона автоматчиков 53-й гвардейской танковой бригады 6-го гвардейского танкового корпуса 3-й гвардейской танковой армии 1-го Украинского фронта                                                     | гвардии майор             | 14.09.1913 — 04.11.1994 | [ БС 4 ] [ ГС 15 ] [ НЛ 14 ]  |
| 16    | Ще́пкин Алексей Иванович                                      | 21.03.1940 | пехота       | пулемётчик 27-го стрелкового полка 7-й стрелковой дивизии 7-й армии Северо-Западного фронта | отделённый командир       | 20.07.1919 — 22.02.1940 | [ БС 4 ] [ ГС 16 ] [ НЛ 15 ]  |
| 17    | Щерба́к Александр Васильевич укр. Щербак Олександр Васильович | 10.01.1944 | артиллерия   | наводчик орудия истребительно-противотанковой батареи 52-й гвардейской танковой бригады 6-го гвардейского танкового корпуса 3-й гвардейской танковой армии 1-го Украинского фронта                                              | гвардии красноармеец      | 15.02.1921 — 25.02.1998 | [ БС 4 ] [ ГС 17 ] [ НЛ 16 ]  |
| 18    | Щерба́к Александр Михайлович укр. Щербак Олександр Михайлович | 08.05.1965 | партизан     | активный участник подпольной и партизанской борьбы на Украине, секретарь Харьковского подпольного обкома ЛКСМУ | —                         | 22.02.1915 — 27.11.1942 | ——                            |
| 19    | Щерба́к Анатолий Николаевич                                   | 13.09.1944 | пехота       | стрелок 1050-го стрелкового полка 301-й стрелковой дивизии 9-го стрелкового корпуса 57-й армии 3-го Украинского фронта | красноармеец              | 16.03.1924 — 20.01.1976 | [ БС 4 ] [ ГС 19 ] [ НЛ 17 ]  |
| 20    | Щербако́в Александр Александрович                             | 26.04.1971 | авиация      | лётчик-испытатель Лётно-исследовательского института | полковник                 | 15.09.1925 — 29.11.2013 | ——                            |
| 21    | Щербако́в Александр Павлович                                  | 20.12.1943 | инженер      | командир отделения 112-го армейского инженерного батальона 37-й армии Степного фронта | ефрейтор                  | 17.03.1923 — 22.11.1994 | [ БС 4 ] [ ГС 21 ] [ НЛ 18 ]  |
| 22    | Щербако́в Александр Фёдорович                                 | 24.12.1943 | артиллерия   | начальник разведки дивизиона 36-го гвардейского миномётного полка Оперативной группы гвардейских миномётных частей 1-го Украинского фронта                                                                                      | гвардии старший лейтенант | 23.10.1923 — 02.11.2002 | [ БС 5 ] [ ГС 22 ] [ НЛ 19 ]  |
| 23    | Щербако́в Алексей Васильевич                                  | 16.10.1943 | пехота       | командир отделения 310-го стрелкового полка 8-й стрелковой дивизии 13-й армии Центрального фронта | младший сержант           | 01.08.1924 — 24.03.1946 | [ БС 5 ] [ ГС 23 ] [ НЛ 20 ]  |
| 24    | Щербако́в Арсентий Арсентьевич                                | 10.01.1944 | пехота       | 1-й помощник начальника штаба 358-го стрелкового полка 136-й стрелковой дивизии 38-й армии Воронежского фронта | старший лейтенант         | 05.05.1917 — 04.04.1974 | [ БС 5 ] [ ГС 24 ] [ НЛ 21 ]  |
| 25    | Щербако́в Василий Васильевич бел. Шчарбакоў Васіль Васілевіч  | 28.04.1980 | авиация      | командир вертолётной эскадрильи 181-го отдельного вертолётного полка военно-воздушных сил 40-й армии Ограниченного контингента советских войск в Афганистане                                                                    | майор                     | 20.04.1951 — 28.06.2010 | ——                            |
| 26    | Щербако́в Василий Кириллович                                  | 15.01.1944 | инженер      | командир отделения 86-го гвардейского отдельного сапёрного батальона 77-й гвардейской стрелковой дивизии 61-й армии Центрального фронта                                                                                         | гвардии сержант           | 13.12.1912 — 31.10.1945 | [ БС 5 ] [ ГС 26 ] [ НЛ 22 ]  |
| 27    | Щербако́в Василий Самуилович                                  | 24.03.1945 | танкист      | командир взвода танков Т-34 110-й танковой бригады 18-го танкового корпуса 2-го Украинского фронта | старший лейтенант         | 14.10.1921 — 07.08.2004 | [ БС 5 ] [ ГС 27 ] [ НЛ 23 ]  |
| 28    | Щербако́в Виктор Иванович                                     | 06.03.1945 | авиация      | командир звена 11-го гвардейского истребительного авиационного полка 2-й гвардейской минно-торпедной авиационной дивизии военно-воздушных сил Черноморского флота                                                               | гвардии старший лейтенант | 01.01.1922 — 21.05.1947 | [ БС 5 ] [ ГС 28 ] [ НЛ 24 ]  |
| 29    | Щербако́в Иван Иванович                                       | 15.05.1946 | авиация      | командир эскадрильи 176-го гвардейского истребительного авиационного полка 3-го истребительного авиационного корпуса 16-й воздушной армии 1-го Белорусского фронта                                                              | гвардии капитан           | 29.12.1915 — 04.12.1960 | [ БС 6 ] [ ГС 29 ] [ НЛ 25 ]  |
| 30    | Щербако́в Николай Митрофанович                                | 20.04.1945 | морской флот | заместитель командира пулемётного отделения 384-го отдельного батальона морской пехоты Одесской военно-морской базы Черноморского флота                                                                                         | краснофлотец              | 01.05.1921 — 19.12.1987 | [ БС 7 ] [ ГС 30 ] [ НЛ 26 ]  |
| 31    | Щербако́в Олег Николаевич укр. Щербаков Олег Миколайович      | 24.03.1945 | танкист      | командир танка Т-34 152-й отдельной танковой бригады 8-й армии Ленинградского фронта | младший лейтенант         | 17.10.1925 — 19.02.1945 | [ БС 7 ] [ ГС 31 ] [ НЛ 27 ]  |
| 32    | Щербако́в Павел Фёдорович                                     | 10.04.1945 | комиссар     | комсорг стрелкового батальона 25-го гвардейского стрелкового полка 6-й гвардейской стрелковой дивизии 13-й армии 1-го Украинского фронта                                                                                        | гвардии младший лейтенант | 27.05.1924 — 07.03.1945 | [ БС 7 ] [ ГС 32 ] [ НЛ 28 ]  |
| 33    | Щербако́в Пётр Павлович                                       | 27.02.1945 | пехота       | командир батальона 712-го стрелкового полка 132-й стрелковой дивизии 47-й армии 1-го Белорусского фронта | майор                     | 15.02.1913 — 01.03.1945 | [ БС 7 ] [ ГС 33 ] [ НЛ 29 ]  |
| 34    | Щербако́в Сергей Васильевич                                   | 15.05.1946 | авиация      | штурман эскадрильи 15-го гвардейского бомбардировочного авиационного полка 14-й гвардейской бомбардировочной авиационной дивизии 4-го гвардейского бомбардировочного авиационного корпуса 18-й воздушной армии                  | гвардии майор             | 18.10.1914 — 27.11.1973 | [ БС 7 ] [ ГС 34 ] [ НЛ 30 ]  |
| 35    | Щербако́в Яков Дмитриевич                                     | 13.09.1944 | пехота       | командир отделения 248-го стрелкового полка 31-й стрелковой дивизии 52-й армии 2-го Украинского фронта | красноармеец              | 20.11.1915 — 28.10.1991 | [ БС 8 ] [ ГС 35 ] [ НЛ 31 ]  |
| 36    | Щербанёв Тимофей Карпович укр. Щербанiв Тимофій Карпович     | 24.03.1945 | пехота       | командир роты мотострелково-пулемётного батальона 202-й танковой бригады 19-го танкового корпуса 4-го Украинского фронта | лейтенант                 | 20.02.1922 — 17.10.1998 | [ БС 9 ] [ ГС 36 ] [ НЛ 32 ]  |
| 37    | Щерба́нь Афанасий Михайлович укр. Щербань Опанас Михайлович   | 28.04.1945 | танкист      | командир танкового батальона 46-й гвардейской танковой бригады 9-го гвардейского механизированного корпуса 6-й гвардейской танковой армии 2-го Украинского фронта                                                               | гвардии старший лейтенант | 14.01.1916 — 26.05.1980 | [ БС 9 ] [ ГС 37 ] [ НЛ 33 ]  |
| 38    | Щербаче́нко Мария Захаровна укр. Щербаченко Марія Захарівна   | 23.10.1943 | медики       | санитарка 835-го стрелкового полка 237-й стрелковой дивизии 52-го стрелкового корпуса 40-й армии 1-го Украинского фронта | красноармеец              | 14.02.1922 — 23.11.2016 | [ БС 9 ] [ ГС 38 ] [ НЛ 34 ]  |
| 39    | Щерби́н Дмитрий Петрович                                      | 24.03.1945 | танкист      | командир танкового батальона 202-й танковой бригады 19-го танкового корпуса 6-й гвардейской армии 1-го Прибалтийского фронта | капитан                   | 08.11.1920 — 06.05.1987 | [ БС 9 ] [ ГС 39 ] [ НЛ 35 ]  |
| 40    | Щерби́на Василий Васильевич укр. Щербина Василь Васильович    | 20.01.1943 | ГРУ          | командир разведывательно-диверсионной группы Главного разведывательного управления Генерального штаба Красной армии | майор                     | 09.04.1914 — 23.09.1942 | [ БС 9 ] [ ГС 40 ] [ НЛ 36 ]  |
| 41    | Щерби́на Василий Илларионович укр. Щербина Василь Іларіонович | 22.02.1944 | пехота       | командир батальона 235-го гвардейского стрелкового полка 81-й гвардейской стрелковой дивизии 7-й гвардейской армии Степного фронта                                                                                              | гвардии капитан           | 25.02.1913 — 05.05.1994 | [ БС 9 ] [ ГС 41 ] [ НЛ 37 ]  |
| 42    | Щерби́на Иван Васильевич укр. Щербина Іван Васильович         | 05.05.1991 | пехота       | начальник штаба 310-го гвардейского стрелкового полка 110-й гвардейской стрелковой дивизии 49-го стрелкового корпуса 53-й армии 2-го Украинского фронта                                                                         | гвардии подполковник      | 23.07.1916 — 29.08.2008 | ——                            |
| 43    | Щерби́на Николай Гаврилович укр. Щербина Микола Гаврилович    | 22.08.1944 | авиация      | штурман 26-го гвардейского истребительного авиационного полка 2-го гвардейского истребительного авиационного корпуса Ленинградской армии ПВО                                                                                    | гвардии капитан           | 01.04.1919 — 21.11.1952 | [ БС 9 ] [ ГС 43 ] [ НЛ 38 ]  |
| 44    | Щерби́на Николай Семёнович укр. Щербина Микола Семенович      | 23.02.1945 | авиация      | заместитель командира эскадрильи 36-го гвардейского бомбардировочного авиационного полка 202-й бомбардировочной авиационной дивизии 4-го бомбардировочного авиационного корпуса 2-й воздушной армии 1-го Украинского фронта     | гвардии старший лейтенант | 23.01.1920 — 28.02.1981 | [ БС 11 ] [ ГС 44 ] [ НЛ 39 ] |
| 45    | Щерби́нин Владимир Кириллович                                 | 31.05.1945 | пехота       | автоматчик 694-го стрелкового полка 383-й стрелковой дивизии 16-го стрелкового корпуса 33-й армии 1-го Белорусского фронта | красноармеец              | 15.07.1913 — 11.05.1950 | [ БС 12 ] [ ГС 45 ] [ НЛ 40 ] |
| 46    | Щерби́нин Федот Алексеевич                                    | 24.03.1945 | танкист      | командир башни танка Т-34 114-го танкового полка 14-й гвардейской кавалерийской дивизии 7-го гвардейского кавалерийского корпуса 1-го Белорусского фронта                                                                       | гвардии старший сержант   | 14.03.1910 — 26.04.1945 | [ БС 12 ] [ ГС 46 ] [ НЛ 41 ] |
| 47    | Щерби́нко Павел Андреевич укр. Щербинко Павло Андрійович      | 25.10.1943 | артиллерия   | командир 1593-го истребительно-противотанкового артиллерийского полка РГК в составе 47-й армии Воронежского фронта | подполковник              | 29.11.1904 — 18.09.1986 | [ БС 12 ] [ ГС 47 ] [ НЛ 42 ] |
| 48    | Щети́нин Василий Романович                                    | 15.05.1946 | артиллерия   | командир орудия 1431-го лёгкого артиллерийского полка 49-й лёгкой артиллерийской бригады 16-й артиллерийской дивизии прорыва РГК в составе 7-й гвардейской армии 2-го Украинского фронта                                        | младший сержант           | 20.08.1917 — 18.02.1945 | [ БС 12 ] [ ГС 48 ] [ НЛ 43 ] |
| 49    | Щети́нин Григорий Евдокимович                                 | 22.02.1944 | артиллерия   | командир орудия 1658-го истребительно-противотанкового артиллерийского полка 37-й армии Степного фронта | сержант                   | 13.01.1922 — 23.10.1988 | [ БС 12 ] [ ГС 49 ] [ НЛ 44 ] |
| 50    | Щети́нин Николай Иванович                                     | 15.01.1944 | пехота       | командир роты 109-го гвардейского стрелкового полка 37-й гвардейской стрелковой дивизии 65-й армии Центрального фронта | гвардии старший лейтенант | 21.03.1921 — 03.10.1968 | [ БС 12 ] [ ГС 50 ] [ НЛ 45 ] |
| 51    | Щецу́ра Дмитрий Васильевич укр. Щецура Дмитро Васильович      | 13.09.1944 | пехота       | разведчик взвода пешей разведки 759-го стрелкового полка 163-й стрелковой дивизии 40-й армии 2-го Украинского фронта | ефрейтор                  | 15.03.1922 — 11.08.1993 | [ БС 12 ] [ ГС 51 ] [ НЛ 46 ] |
| 52    | Щипа́кин Иван Алексеевич                                      | 24.03.1945 | связисты     | командир телефонного отделения 167-го гвардейского отдельного батальона связи 108-й гвардейской стрелковой дивизии 46-й армии 2-го Украинского фронта                                                                           | гвардии старший сержант   | 21.12.1923 — 17.02.2016 | [ БС 13 ] [ ГС 52 ] [ НЛ 47 ] |
| 53    | Щипа́нов Николай Константинович                               | 27.02.1945 | кавалерия    | командир пулемётного взвода 54-го гвардейского кавалерийского полка 14-й гвардейской кавалерийской дивизии 7-го гвардейского кавалерийского корпуса 1-го Белорусского фронта                                                    | гвардии старший лейтенант | 15.05.1924 — 16.03.1994 | [ БС 14 ] [ ГС 53 ] [ НЛ 48 ] |
| 54    | Щипу́н Иван Валентинович укр. Щипун Іван Валентинович         | 04.06.1942 | комиссар     | политрук роты управления 8-го мотоциклетного полка 5-го механизированного корпуса 20-й армии Западного фронта | старший политрук          | 08.10.1913 — 02.09.1967 | [ БС 14 ] [ ГС 54 ] [ НЛ 49 ] |
| 55    | Щиров Сергей Сергеевич                                       | 13.12.1942 | авиация      | командир эскадрильи 518-го истребительного авиационного полка 236-й истребительной авиационной дивизии 5-й воздушной армии Закавказского фронта                                                                                 | капитан                   | 06.02.1916 — 07.04.1956 | [ БС 15 ] [ ГС 55 ] [ НЛ 50 ] |
| 56    | Щу́кин Андрей Федотович                                       | 30.10.1943 | связисты     | начальник радиостанции роты связи 43-го стрелкового полка 106-й стрелковой дивизии 65-й армии Центрального фронта | старший сержант           | 16.10.1918 — 01.12.1987 | [ БС 14 ] [ ГС 56 ] [ НЛ 51 ] |
| 57    | Щу́кин Иван Фёдорович                                         | 28.04.1945 | пехота       | командир батальона 301-го гвардейского стрелкового полка 100-й гвардейской стрелковой дивизии 9-й гвардейской армии 3-го Украинского фронта                                                                                     | гвардии майор             | 27.12.1909 — 21.05.1985 | [ БС 14 ] [ ГС 57 ] [ НЛ 52 ] |
| 58    | Щу́кин Лев Кириллович                                         | 13.11.1951 | авиация      | командир звена 18-го гвардейского истребительного авиационного полка 303-й истребительной авиационной дивизии 64-го истребительного авиационного корпуса                                                                        | гвардии старший лейтенант | 29.10.1923 — 01.05.2009 | ——                            |
| 59    | Щу́кин Николай Митрофанович                                   | 23.08.1944 | инженер      | командир сапёрного взвода 10-го отдельного сапёрного батальона 102-й стрелковой дивизии 48-й армии 1-го Белорусского фронта | старший лейтенант         | 12.12.1922 — 18.06.1945 | [ БС 14 ] [ ГС 59 ] [ НЛ 53 ] |
| 60    | Щур Феодосий Андреевич укр. Щур Феодосій Андрійович          | 22.02.1944 | пехота       | помощник командира взвода роты автоматчиков 244-го гвардейского стрелкового полка 82-й гвардейской стрелковой дивизии 29-го гвардейского стрелкового корпуса 8-й гвардейской армии 3-го Украинского фронта                      | гвардии старшина          | 09.02.1915 — 17.04.1954 | [ БС 16 ] [ ГС 60 ] [ НЛ 54 ] |
| 61    | Щури́хин Александр Автономович                                | 13.09.1944 | пехота       | командир отделения разведывательного взвода 127-го гвардейского стрелкового полка 42-й гвардейской стрелковой дивизии 40-й армии 2-го Украинского фронта                                                                        | гвардии сержант           | 1923 — 12.09.1944       | [ БС 17 ] [ ГС 61 ] [ НЛ 55 ] |